# Lutas nos Jogos Pan-Americanos de 2003
As competições de luta olímpica nos Jogos Pan-Americanos de 2003 foram realizadas em Santo Domingo, na República Dominicana, de 6 a 8 de agosto. Foram disputados eventos de luta livre e luta greco-romana. Foi a primeira edição do esporte em que mulheres participaram.

## Medalhistas
Livre masculina
| Evento              | Ouro                    | Prata                   | Bronze                    |
| ------------------- | ----------------------- | ----------------------- | ------------------------- |
| Até 55 kg detalhes  | Stephen Abas ( USA )    | René Montero ( CUB )    | Mikheil Japaridze ( CAN ) |
| Até 60 kg detalhes  | Yandro Quintana ( CUB ) | Guivi Sissaouri ( CAN ) | Eric Guerrero ( USA )     |
| Até 66 kg detalhes  | Serguei Rondón ( CUB )  | Edison Hurtado ( COL )  | Jamill Kelly ( USA )      |
| Até 74 kg detalhes  | Joe Williams ( USA )    | Zoltan Hunyady ( CAN )  | Daniel Aguillera ( CUB )  |
| Até 84 kg detalhes  | Yoel Romero ( CUB )     | Carl Rainville ( CAN )  | Cael Sanderson ( USA )    |
| Até 96 kg detalhes  | Daniel Cormier ( USA )  | Antoine Jaoude ( BRA )  | Wilfredo Suarez ( CUB )   |
| Até 120 kg detalhes | Kerry McCoy ( USA )     | Edgar Yanez ( VEN )     | Alexis Valera ( CUB )     |

Greco-romana masculina
| Evento              | Ouro                       | Prata                    | Bronze                     |
| ------------------- | -------------------------- | ------------------------ | -------------------------- |
| Até 55 kg detalhes  | Lazaro Rivas Scull ( CUB ) | Brandon Paulson ( USA )  | Eduardo Freites ( VEN )    |
| Até 60 kg detalhes  | Roberto Monzón ( CUB )     | Luis Liendo ( VEN )      | Jim Gruenwald ( USA )      |
| Até 66 kg detalhes  | Juan Maren ( CUB )         | Angelo Mota Brea ( DOM ) | Luis Martinez ( COL )      |
| Até 74 kg detalhes  | Filiberto Azcuy ( CUB )    | Jose Escobar ( COL )     | Thomas Dantzler ( USA )    |
| Até 84 kg detalhes  | Luiz Lazo ( CUB )          | Bradley Vering ( USA )   | Eddy Bartolozzi ( VEN )    |
| Até 96 kg detalhes  | Ernesto Peña ( CUB )       | Justin Ruiz ( USA )      | Guillermo Talavera ( VEN ) |
| Até 120 kg detalhes | Mijaín López ( CUB )       | Rulon Gardner ( USA )    | ( VEN )                    |

Livre feminina
| Evento             | Ouro                       | Prata                   | Bronze                  |
| ------------------ | -------------------------- | ----------------------- | ----------------------- |
| Até 48 kg detalhes | Patricia Miranda ( USA )   | Lyndsay Belisle ( CAN ) | Flor Cordova ( PER )    |
| Até 55 kg detalhes | Tina George ( USA )        | Tonya Verbeek ( CAN )   | Marcia Andrades ( VEN ) |
| Até 63 kg detalhes | Sara McMann ( USA )        | Viola Yanik ( CAN )     | Mabel Fonseca ( PUR )   |
| Até 72 kg detalhes | Toccara Montgomery ( USA ) | Ohenewa Akuffo ( CAN )  | Yasmily Ramos ( VEN )   |

## Quadro de medalhas
| Ordem | País                     | Medalha de ouro | Medalha de prata | Medalha de bronze |    |
| ----- | ------------------------ | --------------- | ---------------- | ----------------- | -- |
| 1     | CUB Cuba                 | 10              | 1                | 3                 | 14 |
| 2     | USA Estados Unidos       | 8               | 4                | 5                 | 17 |
| 3     | CAN Canadá               |                 | 7                | 1                 | 8  |
| 4     | VEN Venezuela            |                 | 2                | 6                 | 8  |
| 5     | COL Colômbia             |                 | 2                | 1                 | 3  |
| 6     | BRA Brasil               |                 | 1                |                   | 1  |
|       | DOM República Dominicana |                 | 1                |                   | 1  |
| 8     | PER Peru                 |                 |                  | 1                 | 1  |
|       | PUR Porto Rico           |                 |                  | 1                 | 1  |
| TOTAL | TOTAL                    | 18              | 18               | 18                | 54 |